# Medicago sinskiae
Medicago sinskiae är en ärtväxtart som beskrevs av Uljanova. Medicago sinskiae ingår i släktet luserner, och familjen ärtväxter. Inga underarter finns listade i Catalogue of Life.